# Moti Kfir
Moti Kfir (ur. w 1937 w Kula) – były szef wydziału Mosadu do zadań specjalnych.

## Życiorys
Urodził się w wiosce Kula jako syn rolnika. Swoje dzieciństwo spędził na pobliskiej farmie.
Studiował historię oraz studia bliskowschodnie na uniwersytecie w Tel Awiwie, gdzie obronił licencjat, natomiast studia magisterskie i doktoranckie ukończył na paryskiej Sorbonie.
Jako oficer Mosadu, po zamachu na izraelskich sportowców na Olimpiadzie w Monachium w 1972, został skierowany do udziału w Operacji Gniew Boży, wymierzonej przeciwko terrorystom Czarnego Września. Kfir pracował jako szef Akademii 188 specjalnej jednostki operacyjnej Mosadu.
Obecnie pracuje jako biznesmen w Tel Awiwie.
Wspólnie z Ram Orenem, znanym izraelskim dziennikarzem, napisał biografię Sylvii Rafael, jednej z najbardziej skutecznych agentek Mosadu.

## Twórczość
- Moti Kfir, Ram Oren, Sylvia Rafael. Mossad-Agentin (2012, polskie wydanie: Sylvia. Agentka Mossadu, tłum. Mateusz Borowski, Znak Literanova 2013).